# R. パパ駅
R. パパ駅（R. パパえき、英語 : R. Papa LRT Station）は、マニラ市の中心地区の一つであるトンド地区にあるマニラ・ライトレール・トランジット・システム (Manila LRT)  LRT-1線（グリーンライン）の駅であり、リザール(Rizal Avenue)と、ラモン・パパ通り(Ramon Papa Street)の交差点付近にある。

## 駅構造
相対式ホーム2面2線を有する高架駅である。

## 駅周辺
- マニラ中華墓地南門 (英語：Manila Chinese Cemetery South Gate)
- ラ・ロマ・カトリック墓地 (英語：La Loma Catholic Cemetery)
- St. Pancratius Chapel
- Barrio Obrero Elementary School
- Marulas Elementary School